# Hiệu ứng Odagiri

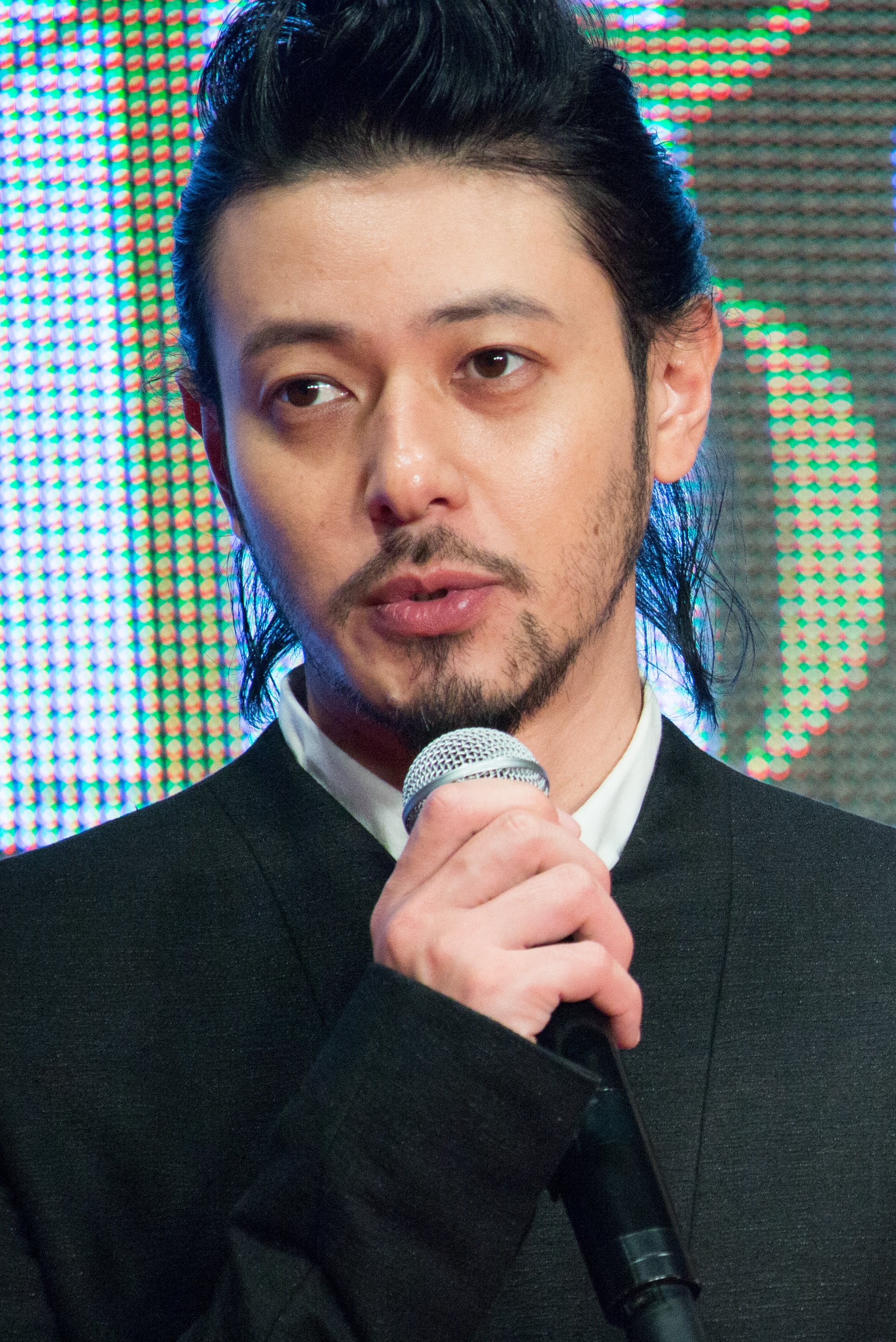
Diễn viên Joe Odagiri, người được lấy tên để đặt cho "hiệu ứng Odagiri".

Hiệu ứng Odagiri là một hiện tượng truyền hình trong đó một chương trình thu hút một lượng khán giả nữ lớn hơn mong đợi do chương trình có các nam diễn viên hoặc nhân vật nam hấp dẫn. Hiện tượng này được đặt tên theo nam diễn viên người Nhật Bản Joe Odagiri, từng tham gia chương trình tokusatsu năm 2000 Kamen Rider Kuuga. Hiệu ứng này nay được sử dụng một cách có chủ đích trong một số chương trình, và được sử dụng phổ biến nhất trong các bộ phim anime có chủ đề về thể thao và idol.